# アクロバット

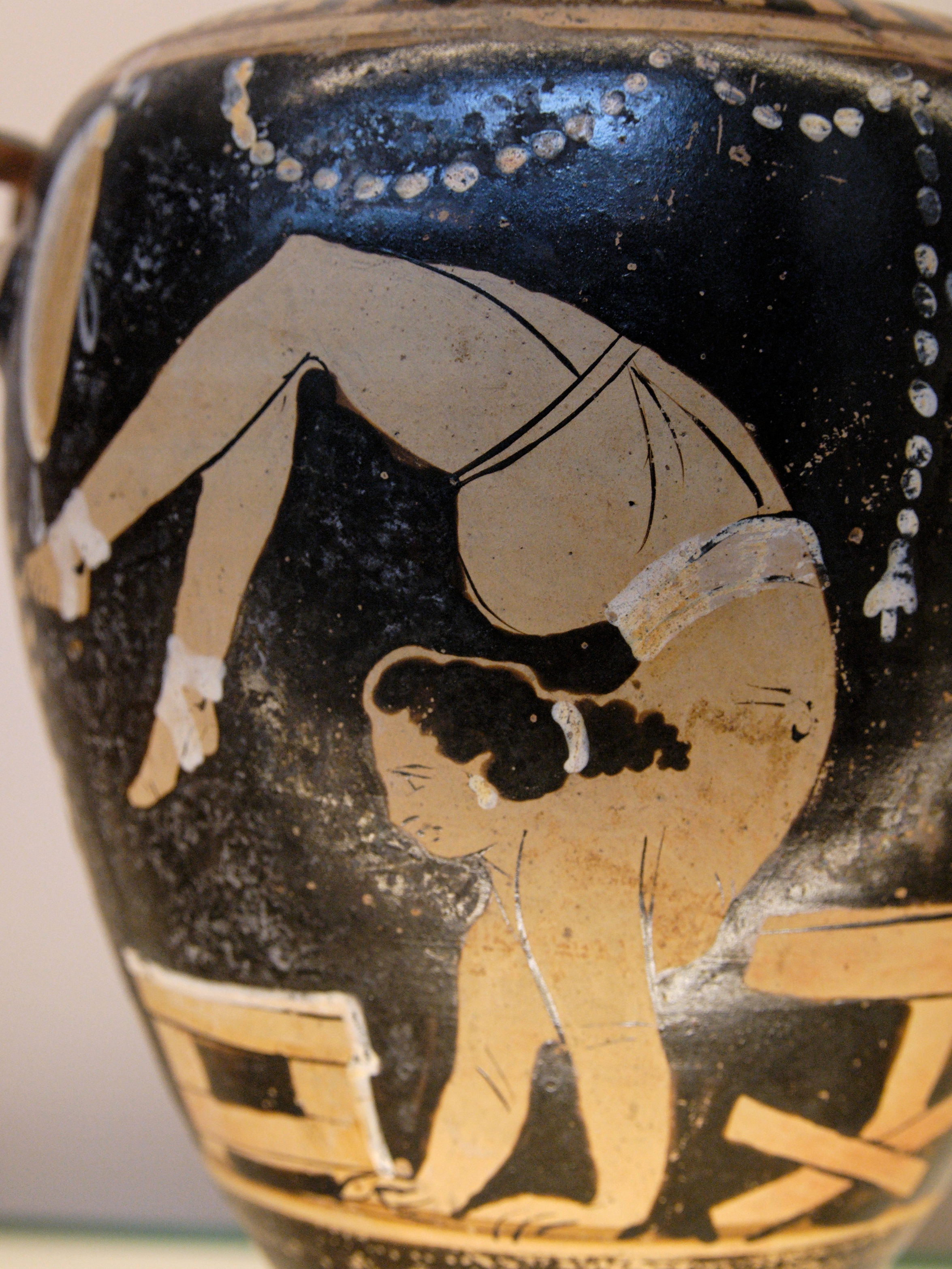
古代ギリシャの壷に描かれたアクロバティックス

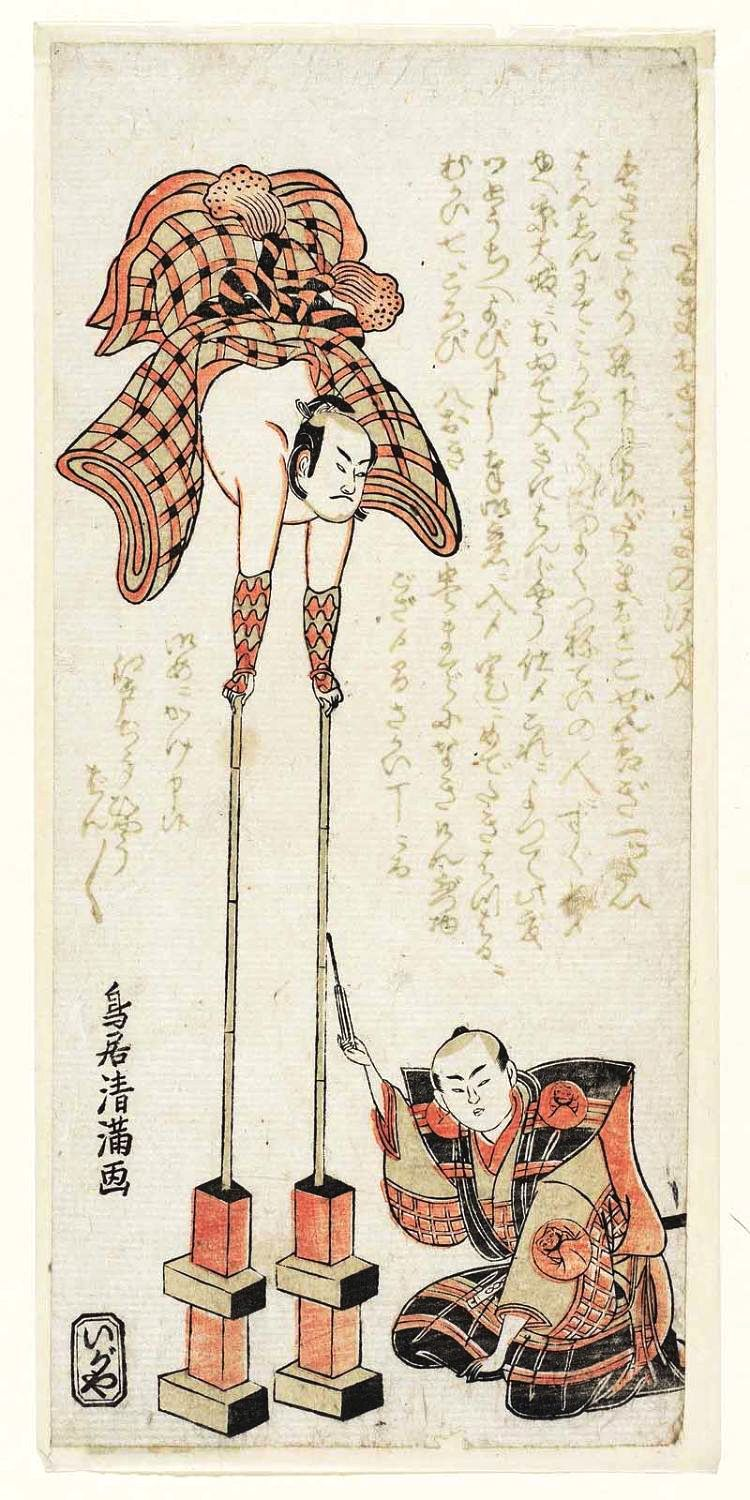
鳥居清満画「軽業師だるま男」。江戸時代

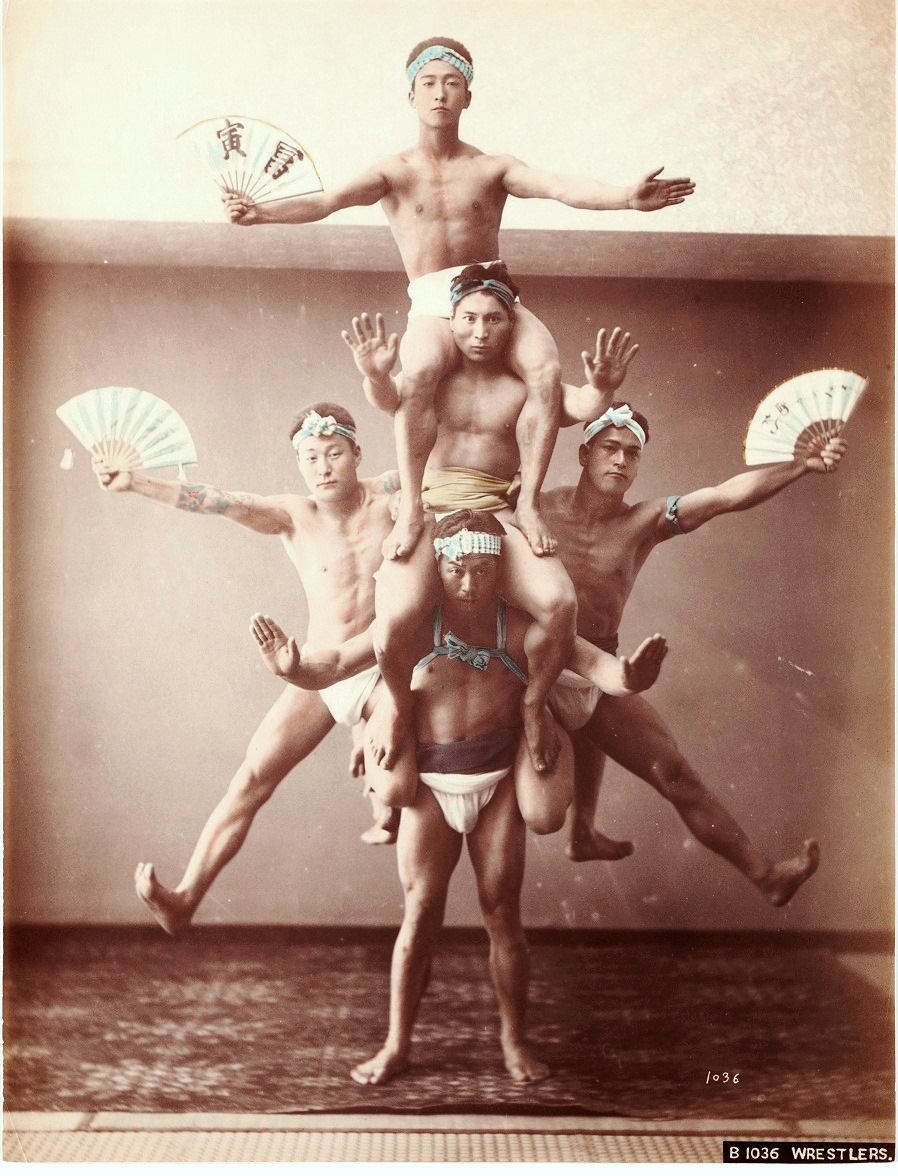
日本の軽業

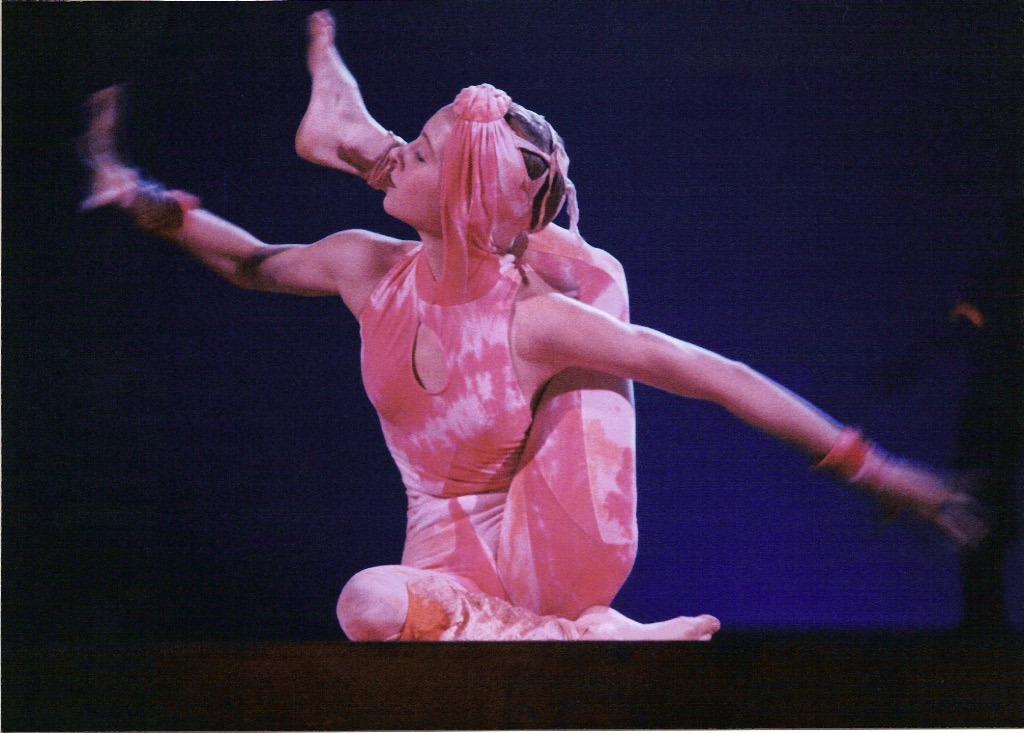
シルク・ドゥ・ソレイユにおけるアクロバティックス

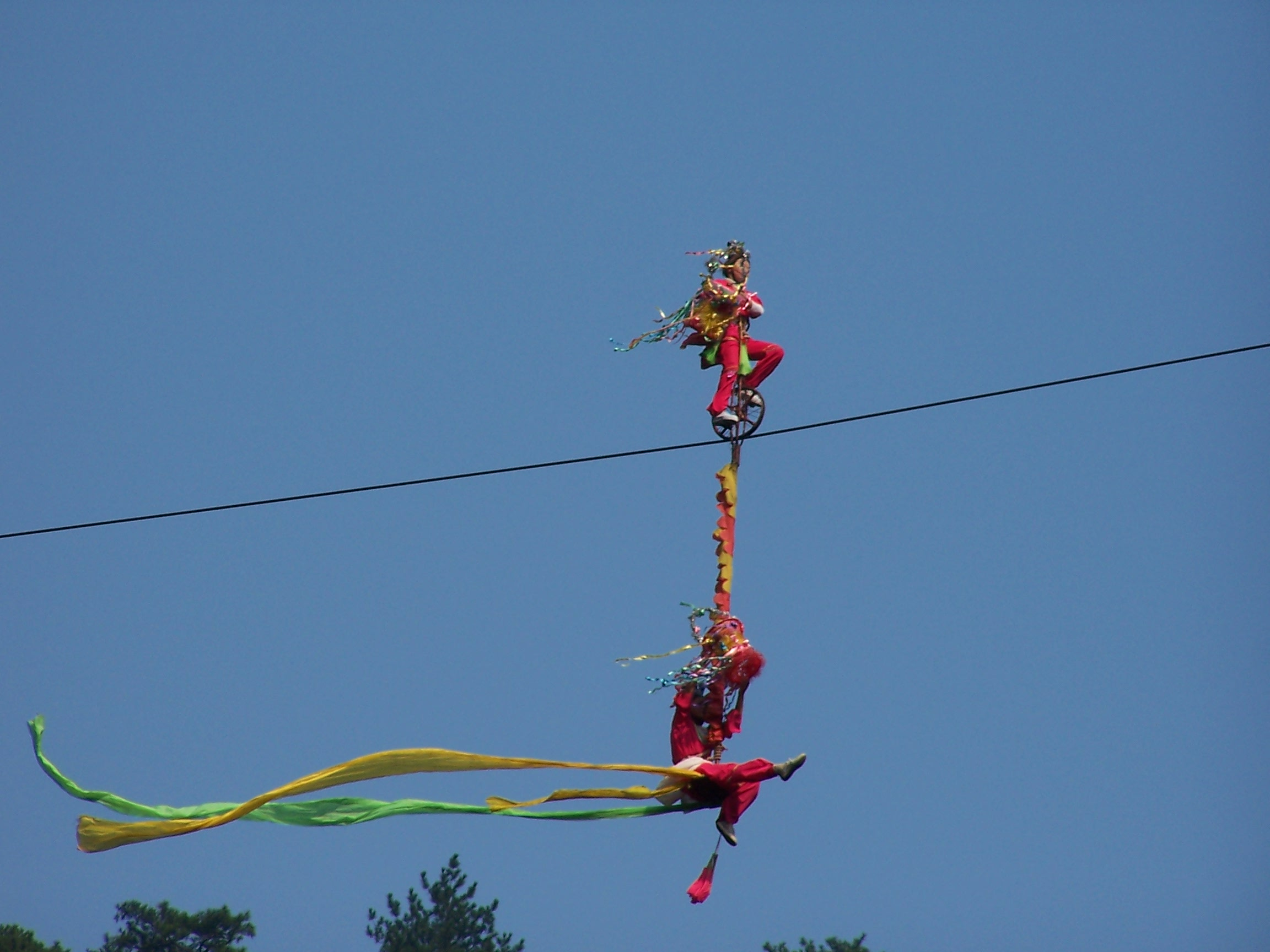
綱渡り

アクロバット（acrobatics）とは、常人には行いがたい身軽な身体運動や熟練の身体運動のこと。またそれを行う人物。
舞台芸術およびスポーツ競技として行われるアクロバットということばは、ギリシャ語の akros（高い）と bat（歩行）からきている。日本語では軽業や曲芸とも言い、これを行う人物を軽業師、曲芸師と言う。
バランス、機敏さ、コーディネートの高度な技を要する全身運動（特に短時間に爆発的な動作を伴うもの）を用いた舞台芸術やスポーツはいずれもアクロバットとみなすことができ、ダンス、および飛込などの各種スポーツ、時には宗教行為にも含まれる。また、ここから転じて秒刻みで多数の用件をこなすスケジュールといったものをアクロバット的（またはアクロバティックな）と表現することがある。

## 歴史

### 西洋におけるアクロバットの歴史

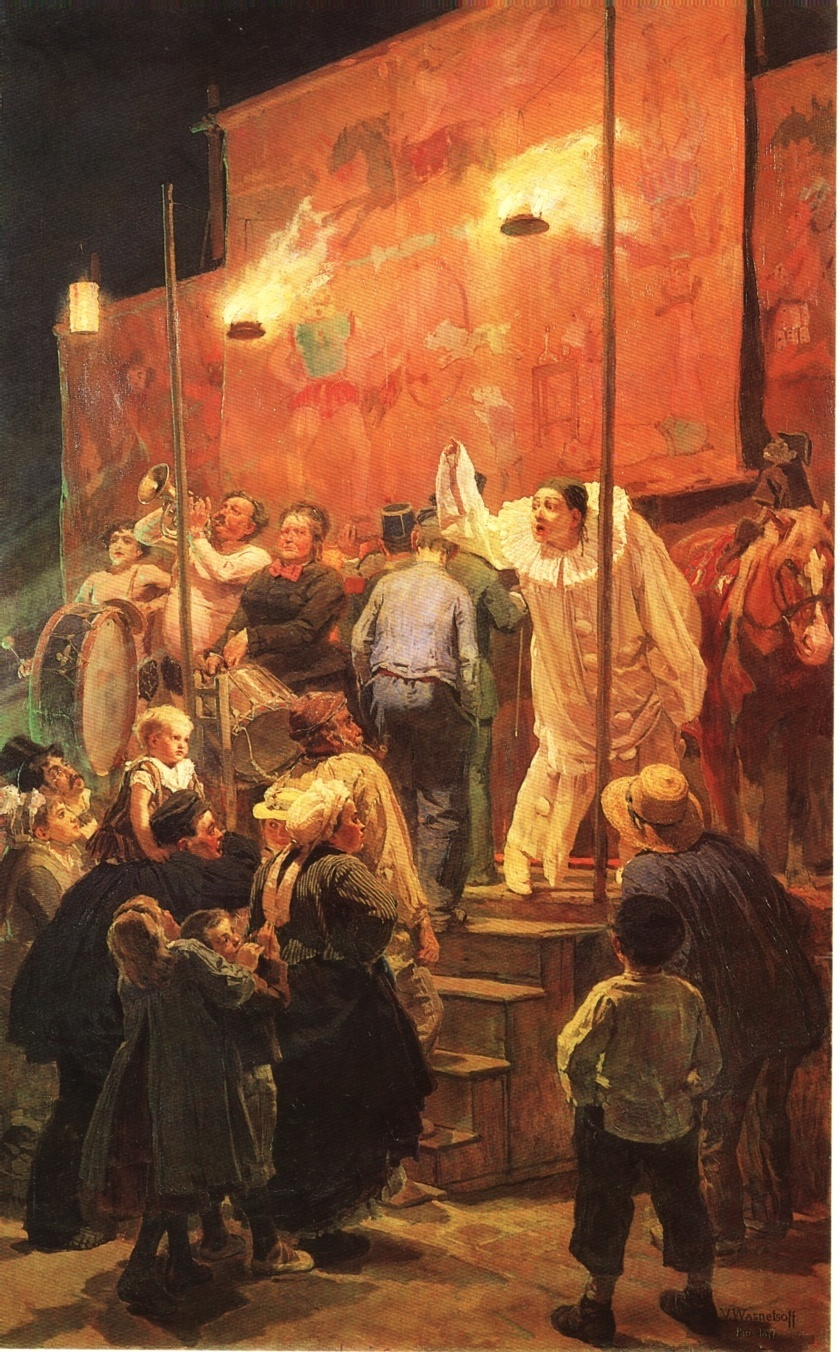
ヴィクトル・ヴァスネツォフ「パリ郊外の軽業師」アクロバット（1877年）

アクロバットの伝統は多くの文化に存在する。西洋では、紀元前2000年頃のミノア文明の遺跡では、雄牛の背に乗って行われているアクロバットの描写が見られ、何かの儀式であった可能性が指摘されている。
中世ヨーロッパの宮廷では歌、ジャグリングその他を伴ったアクロバットの実演がしばしば行われていた。
初め、この言葉は綱渡りに対して用いられていたが、19世紀には、体操やサーカスなどの芸に対しても用いられるようになった。19世紀後半には、宙返りを含むアクロバティックな体操がヨーロッパで競技になった。

### 東洋におけるアクロバットの歴史
中国では、アクロバット（百劇）は2500年以上前の前漢以来の文化の一部である。当時、アクロバットは村の収穫祭の一部として行われた 。
唐時代には、ヨーロッパ中世の宮廷における7世紀から10世紀の発展とよく似て、宮廷を中心に散楽というアクロバットが発展した。
日本においては、大道芸が盛んだった江戸時代に多くの軽業師が活躍した。大阪出身の早竹虎吉は特に人気があり、錦絵に描かれ、1860年代にいち早く海外公演も行なっている。それに続いて万国博覧会で日本の風物が紹介されのをきっかけに、日本の軽業公演の要請が増え、幕末から明治時代にかけて、数多くの軽業師が渡欧し、好評を得た。
日本の軽業は横浜在留の外国人を驚かし、その中の一人であるアメリカ人商人のバンクスは、慶応2(1866)年、足芸の浜碇定吉一座、手品の隅田川浪五郎一座らをアメリカ人のサーカス曲芸師リズリー（1864年に来日し、西洋式曲芸を日本で初めて披露した）の帰国に合わせて渡米させ、リズリーをマネージャーに「帝国日本一座（Imperial Japanese Troupe）」として巡業させた。一行は各地で絶賛され、ジョンソン大統領にまで謁見し、1867年のパリ万博にも出演、ロンドンをはじめヨーロッパ各地を回り、ジャパニーズ・アクロバット・ブームを引き起こした。定吉は明治17(1884)年に帰国した。

### 映画への影響
サイレント映画におけるスラップスティック・コメディにおいて、アクロバットは笑いを喚起する身体芸として重要な構成要素だった。アクロバット演技を得意とする俳優としてバスター・キートンは特に有名。また後年のアクション・スターのジャッキー・チェンの演技もアクロバットに近い、と評される（外部リンク"Buster Keaton | Public Domain Movies"も参照）。

## 競技アクロバット
アクロバットという言葉をスポーツとして最初に用いたのは1930年代のソ連である。1974年には最初の世界選手権が開催された。かつては「スポーツアクロバット」や「スポーツアクロバティクス」と呼ばれていたが、現在の公式名称は「アクロバティック体操」（Acrobatic Gymnastics）であり、その他「アクロ体操」（Acro-gymnastics）とも略称される。
競技アクロバットは5つのカテゴリに分けて行われる。
- 男子ペア
- 女子ペア
- 混合ペア（ミックス）
- 女子団体（トリオ）
- 男子団体（メンズフォー）

いずれも音楽にあわせて振り付けられる。競技の構成にはダンス、タンブリング、連携技術、バランス技、動き技などが含まれる。動き技には空中での運動が含まれ、バランス技にはポーズや静止が含まれる。
スポーツアクロ体操は、体操競技の床演技で使用するフロアと同じフロアで演技を行う。それぞれチームで演技を行い、組の技と床運動とダンスなどの要素で競技が行われる。各種目は3競技あり、静止技を中心としたバランス演技、宙返り系を中心としたテンポ演技、静止技、宙返り技を複合したコンビネーション演技（ミックス演技）に分かれている。
一つの演技で使用する音は2分30秒で声の入ってない曲とされる。それぞれの演技で特別要求があり、組の技、個人技に分かれ、特別要求不足や演技構成失敗、静止時間の不足、キャッチミスなどで減点されていく。
タンブリング（マット上の回転運動）もかつては含まれていたが、1999年の世界選手権にて廃止となった。ただし、タンブリング競技を継続している競技アクロバット団体も多い。

## ギャラリー

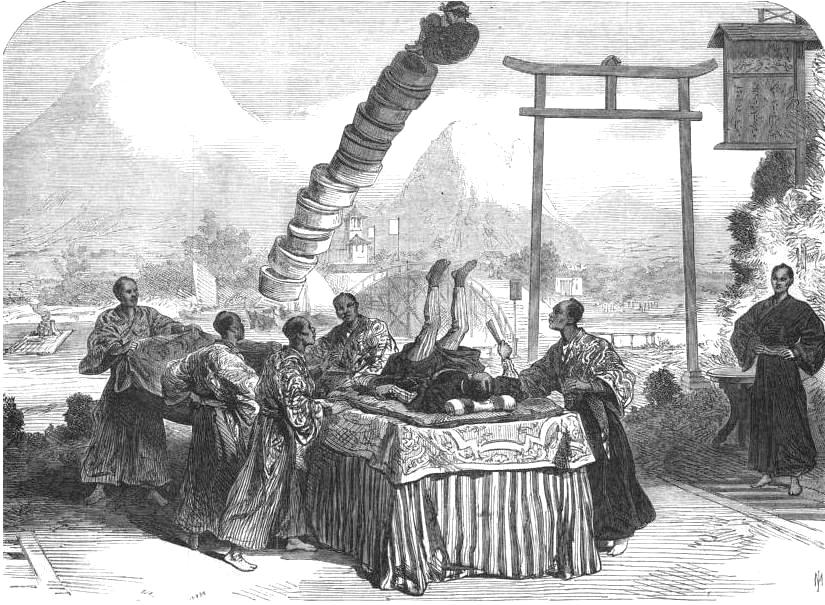
幕末の日本のアクロバット
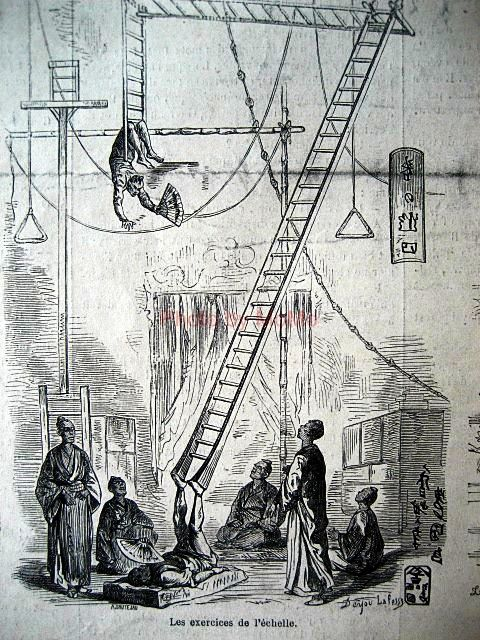
パリ万国博覧会 (1867年)に参加した日本のアクロバット。隅田川浪五郎率いる日本帝国一座。ル・モンド誌。
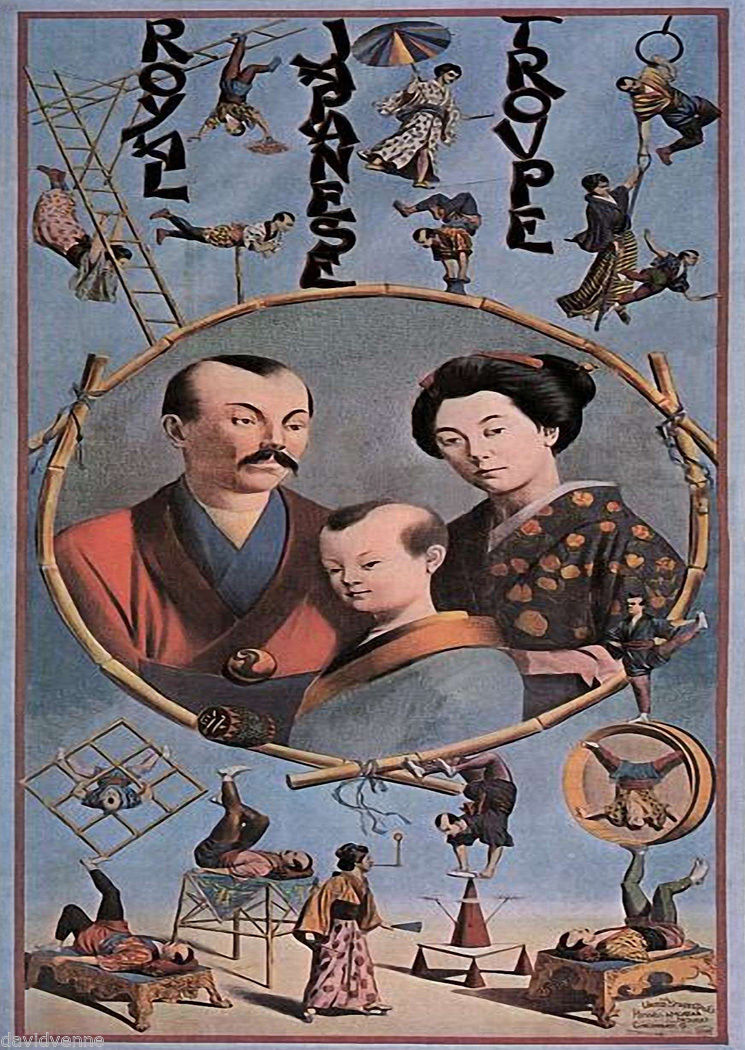
日本のアクロバット一座の海外公演ポスター。19世紀末
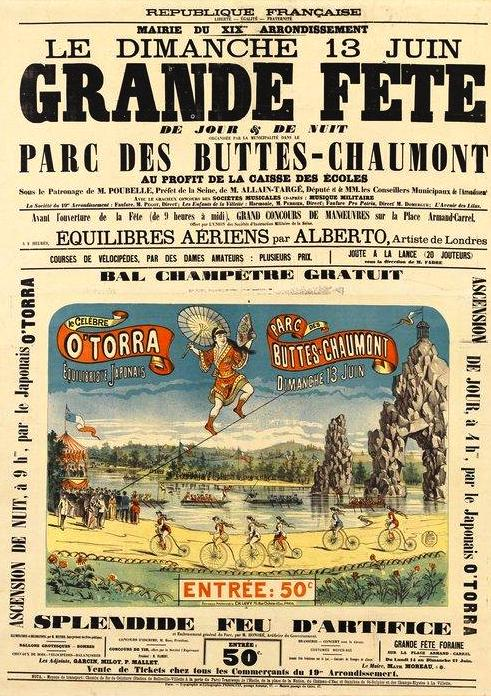
綱渡り師・お寅の公演を伝えるフランスのポスター。
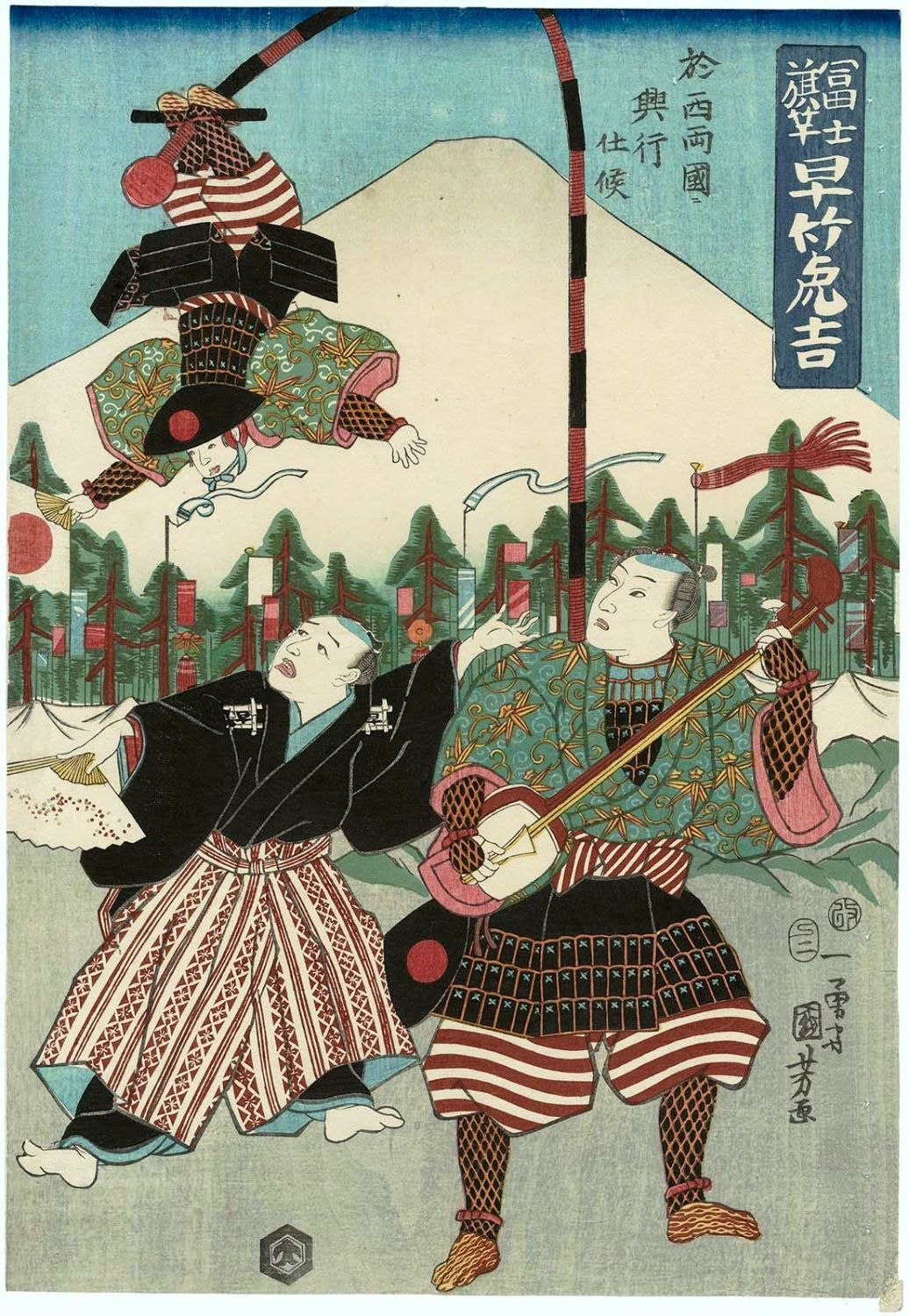
早竹虎吉一座
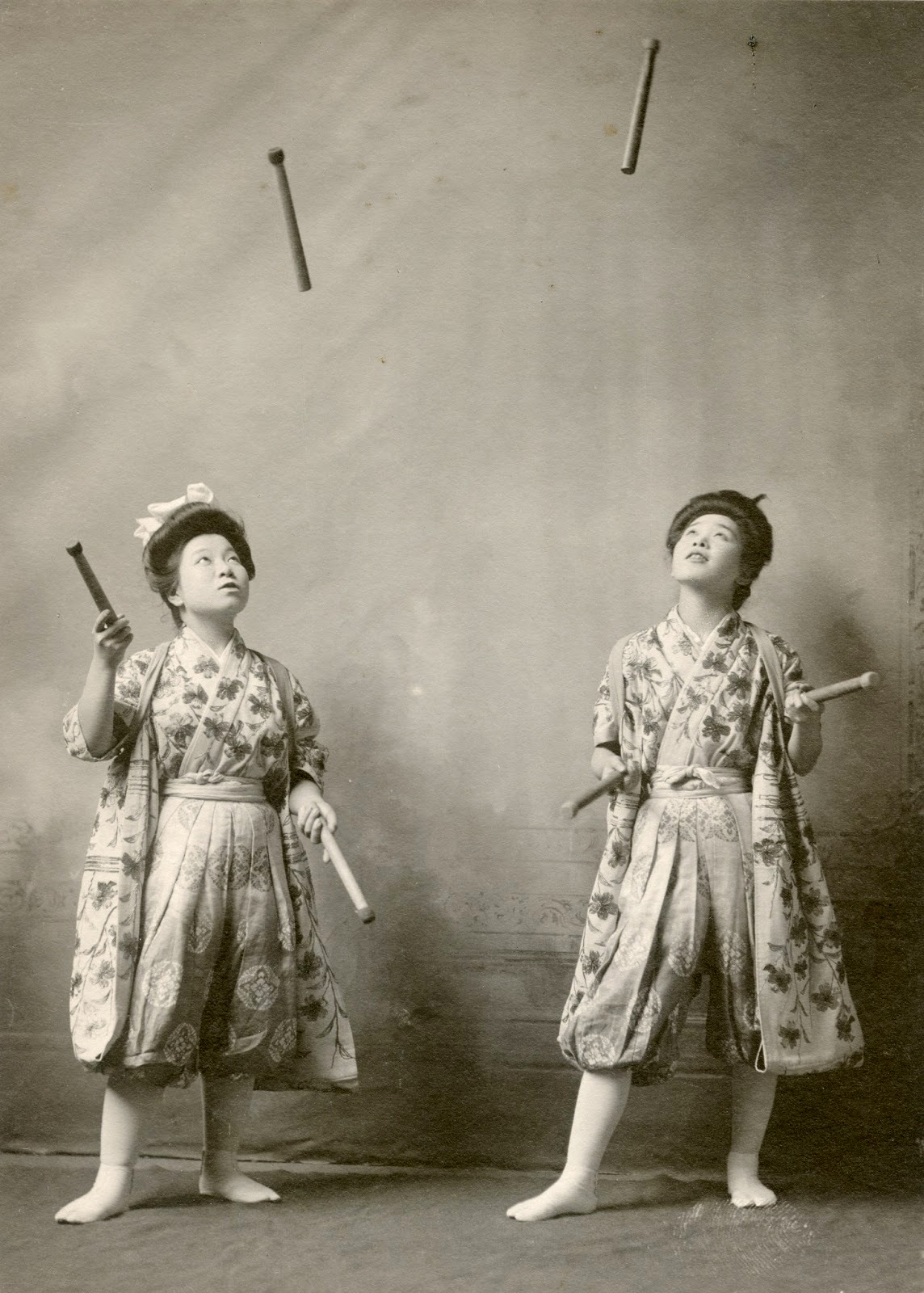
アメリカ巡業中の日本人ジャグラー。1908年